# Masala

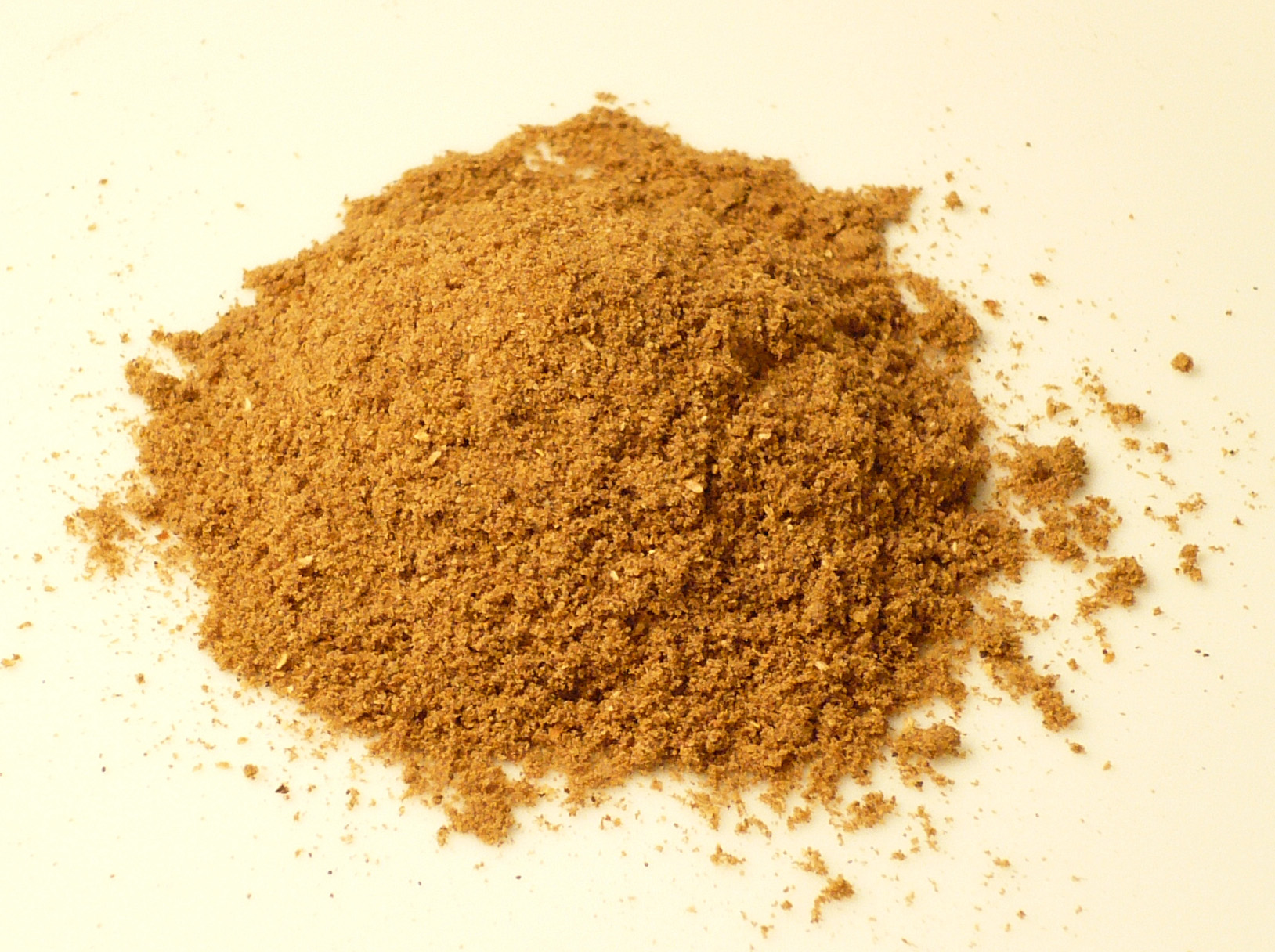
Garam masala, pulbere

Masalas (devanagari: मसाला, masālā) sunt diverse amestecuri de condimente indiene pentru prepararea curry-urilor. La nivel regional, compoziția diferă - de la dulce mediu la picant iute.
Printre ingrediente se găsesc adesea chili, coriandru, menta, usturoi, ghimbir, curcuma și multe altele. În partea de nord a Indiei există masalas sub forma de pulbere, în timp ce în sudul Indiei se produce adesea sub forma de pastă.
Garam masala este ce mai cunoscut amestec.

## Amestecuri specifice
- Garam Masala
- Chat Masala
- Tandoori Masala